# ايمانويل غيروكس
ايمانويل غيروكس (بالفرنسية: Emmanuel Giroux)‏ هو أستاذ جامعي ورياضياتي فرنسي، ولد في 1961 في ديجون في فرنسا.